# Байкал (Новосибірська область)
Байкал (рос. Байкал) — присілок у Болотнинському районі Новосибірської області Російської Федерації.
Входить до складу муніципального утворення Байкальська сільрада. Населення становить 546 осіб (2010).

## Історія
Згідно із законом від 2 червня 2004 року органом місцевого самоврядування є Байкальська сільрада.

## Населення
| 2002 | 2007 | 2010 |
| ---- | ---- | ---- |
| 587  | ↘549 | ↘546 |